# Obama (Japão)
Obama (小浜市 -shi) é uma cidade japonesa localizada na província de Fukui.
Em 2003 a cidade tinha uma população estimada em 32 806 habitantes e uma densidade populacional de 140,89 h/km². Tem uma área total de 232,85 km².
Recebeu o estatuto de cidade a 30 de Março de 1951.

## Cidades-irmãs
- Nara, Japão
- Kawagoe, Japão
- Gyeongju, Coreia do Sul

### Cidades parceiras
- Fujinomiya, Japão
- Xian, China
- Pinghu, China